# フリードリヒ2世 (バーデン大公)
フリードリヒ2世（ドイツ語: Friedrich II., 1857年7月9日 - 1928年8月8日）は、バーデン大公国の第7代大公（在位：1907年 - 1918年）。

## 生涯
フリードリヒ1世とその妃でドイツ皇帝ヴィルヘルム1世の娘であるルイーゼの長男。全名はフリードリヒ・ヴィルヘルム・ルートヴィヒ・レオポルト・アウグスト （Friedrich Wilhelm Ludwig Leopold August）。カールスルーエで生まれた。
オーストリア＝ハンガリー帝国、プロイセン王国、ヴュルテンベルク王国で陸軍の将校として軍歴を積んだ。1885年9月20日にルクセンブルク大公アドルフの娘ヒルダと結婚したが、息子は生まれなかった。
1907年9月28日に父フリードリヒ1世が死去したことを受けて大公位に即き、父親の自由主義的な政治を継承した。1918年に大公位継承者である従弟のマクシミリアンはドイツ帝国宰相に指名されたがドイツ革命を防ぐことはできず、フリードリヒ2世は同年11月22日に退位した。その後、バーデン大公国の領域は1952年にバーデン＝ヴュルテンベルク州へと再編された。
退位後はフライブルクで隠棲し、1928年8月8日にバーデンヴァイラーで死去した。バーデン大公家当主の地位はマクシミリアンが嗣いだ。